# HAM-12
A 12 m-es amatőrsáv a rövidhullámú rádiófrekvenciás tartományban lévő, rádióamatőrök számára kijelölt sáv. A kijelölt frekvenciatartomány: 24890 – 24990 kHz.

## Terjedési sajátosságai[1]
A 12m-es amatőrsáv a rövidhullámú rádiófrekvenciás tartományban van, ezért a rövidhullámokra jellemző terjedési tulajdonságai vannak:
- térhullámok főként a nappali időszakban.
- az esti, szürkületi időszakban megnő a holtzóna
- napfoltminimum idején a térhullámú terjedés gyengül, vagy megszűnik
- éjszakai terjedésre csak ritkán,  napfoltmaximumok idején lehet számítani

## A 12 m-es amatőrsávra vonatkozó nemzetközisávterv[2]
| ITU 1                                          | ITU 2 | ITU 3 |
| ---------------------------------------------- | ----- | ----- |
| 24 890–24 990 kHz 1. AMATŐR 2. MŰHOLDAS AMATŐR |       |       |

## A sávblokk Magyarországon érvényessávterve[3]
| 24 890–24 990 kHz | 24 890–24 990 kHz | 24 890–24 990 kHz | 24 890–24 990 kHz             | 24 890–24 990 kHz         | 24 890–24 990 kHz       | 24 890–24 990 kHz             | 24 890–24 990 kHz      |
| A                 | B                 | C                 | D                             | E                         | F                       | G                             | H                      |
| ----------------- | ----------------- | ----------------- | ----------------------------- | ------------------------- | ----------------------- | ----------------------------- | ---------------------- |
| AMATŐR            |                   | P                 | 1                             | K                         | Amatőrrádiózás          | ECC/REC/(02)01 MSZ EN 301 783 | 3. melléklet 7. pont   |
| MŰHOLDAS AMATŐR   |                   | P                 | 1                             | K                         | Műholdas amatőrrádiózás | ECC/REC/(02)01 MSZ EN 301 783 | 3. melléklet 7. pont   |
|                   |                   | PN                |                               |                           | SRD                     |                               | 3. melléklet 9.1. pont |
| 3                 | K                 | PN                | Rádiómeghatározó alkalmazások | 3. melléklet 9.7.1. pont  |                         |                               |                        |
| 3                 | K                 | PN                | Induktív alkalmazások         | 3. melléklet 9.10.1. pont |                         |                               |                        |

- Az A oszlop meghatározza az adott sávhoz rendelt egyes rádiószolgálatokat
- A B oszlop meghatározza a vonatkozó lábjegyzetet, a harmonizált katonai sávra
- A C oszlop meghatározza a polgári, a nem polgári vagy az együttes célú használatra történő felosztást. A polgári célú felosztást P, a nem polgári célút N és az együttes célút E jelöli.
- A D oszlop meghatározza az alkalmazás jellegét. Az elsődleges jelleget 1-es, a másodlagos jelleget 2-es, a harmadlagos jelleget 3-as szám jelöli.
- Az E oszlop meghatározza az alkalmazás használatbavételi lehetőségét. A kijelölt kategóriát K, a tervezett kategóriát T jelöli.
- Az F oszlop meghatározza az alkalmazás megnevezését.
- A G oszlop tartalmazza a vonatkozó nemzetközi és hazai dokumentumokra hivatkozásokat
- A H oszlop tartalmazza a frekvenciasávok használata során alkalmazandó további rádióspektrum-gazdálkodási követelményeket és jellemzőket, valamint sávhasználati feltételeket.

## Felosztása[4]
| Frekvenciatartomány (Hz) | Frekvenciatartomány (Hz) | Használható adóteljesítmény (W) | Használható adóteljesítmény (W) | Használható adóteljesítmény (W) | Használható sávszélesség (Hz) | Üzemmód/felhasználás | Engedélyezett adásmód | Engedélyezett adásmód | Engedélyezett adásmód                                                                              |
| Kezdete                  | Vége                     | Kezdő                           | CEPT                            | HAREC                           | Használható sávszélesség (Hz) | Üzemmód/felhasználás | Kezdő                 | CEPT                  | HAREC                                                                                              |
| ------------------------ | ------------------------ | ------------------------------- | ------------------------------- | ------------------------------- | ----------------------------- | --- | --------------------- | --------------------- | -------------------------------------------------------------------------------------------------- |
| 24890000                 | 24915000                 | 0                               | 200                             | 1500                            | 200                           | CW - 24906000 CW QRP |                       | A1A                   | A1A                                                                                                |
| 24915000                 | 24925000                 | 0                               | 200                             | 1500                            | 500                           | Keskenysávú digitális módok - 24915000 FT8 - 24917000 JT9 JT65 - 24919000 FT4 T9 - 24920000 T10 PSK31 FeldHell - 24921500 MFSK16 - 24922000 JS8 - 24924000 FeldHell - 24924600 WSPR |                       | A1A, F1D              | A1A, A1B, A1D, F1A, F1B, F1D                                                                       |
| 24925000                 | 24929000                 | 0                               | 200                             | 1500                            | 500                           | Keskenysávú digitális módok Automatikus vezérlésű digitális állomások - 24925000 RTTY - 24927000 SSTV(A)                                                                            |                       | A1A, F1D              | A1A, A1B, A1D, F1A, F1B, F1D                                                                       |
| 24929000                 | 24931000                 | 0                               | 0                               | 100                             |                               | IBP |                       |                       | |
| 24931000                 | 24940000                 | 0                               | 200                             | 1500                            | 2700                          | Digitális módok Automatikus vezérlésű digitális állomások |                       | A1A, J3E              | A1A, A1B, A1D, A2A, A2B, A2D, F1A, F1B, F1D, F2A, F2B, F2D, F3E, F3F, J2A, J2B, J2D, J2E, J3E, R3E |
| 24940000                 | 24990000                 | 0                               | 200                             | 1500                            | 2700                          | USB - 24940000 SSTV(D) - 24950000 QRP USB - 24960000 Digitális hangátvitel |                       | A1A, J3E              | A1A, A1B, A2A*, A2B, F1A, F1B, F2A, F2B, F3E, F3F, J2A, J2B, J2E, J3E, R3E                         |

## Gyakorlati felhasználása
Ebben a sávban a térhullámok útján történő terjedés van, főként a nappali, szürkületi időszakban.
Nappal 500-1000 km-es holtzónával kell számolnunk, belföldi összeköttetés nem valósítható meg. Az esti órákban a holtzóna Tovább növekszik, 1000-2000 km-re. Éjszakai terjedésekre csak napfoltmaximum idején lehet számítani.
Magyarországról nappal az európai terület vehető célba, az esti órákban DX-összeköttetések is létesíthetőek. Akár kisebb teljesítménnyel is létesíthető interkontinentális összeköttetés.
A terjedésre hat a napfoltciklus, napfoltminimumok idején ez a sáv gyakorlatilag használhatatlan. Napfoltmaximumok idején viszont kiváló lehetőség van DX-összeköttetések létesítésére.